# 裏窓トワイライト
「裏窓トワイライト」（うらまどトワイライト）は、1987年9月21日発売にキャニオン・レコードから発売された研ナオコの40枚目のシングル。

## 概要
「裏窓トワイライト」は、朝日放送・テレビ朝日系ドラマ『六本木ダンディーおみやさん』の主題歌に起用された。
作詞を担当した売野雅勇の起用は、『六本木レイン』（1985年）以来2年ぶり2曲目、作曲を担当した福島邦子の起用は、『帰愁』（1985年）のカップリング曲『女友達』以来2年ぶり4曲目。
オリジナルアルバム未収録で、1987年12月5日に発売されたベスト・アルバム『研ナオコ BEST』にて初収録された。

## 収録曲
- 両楽曲共に、作曲：福島邦子／編曲：中村哲

1. 裏窓トワイライト（3分50秒）
作詞：売野雅勇
  - ABC・ANB系ドラマ『六本木ダンディーおみやさん』主題歌
2. 今宵、芝浦、メランコリー（3分41秒）
作詞：麻生圭子